# Beaupréau
Beaupréau is een plaats en voormalige gemeente in het Franse departement Maine-et-Loire in de regio Pays de la Loire en telt 6217 inwoners (1999).

## Geschiedenis
Op 15 december 2015 zijn de gemeenten van de communauté de communes du Centre-Mauges, met uitzondering van Bégrolles-en-Mauges, gefuseerd tot de huidige gemeente Beaupréau-en-Mauges, waar Beaupréau de hoofdplaats van werd. Deze gemeente maakt deel uit van het arrondissement Cholet.

## Geografie
De oppervlakte van Beaupréau bedraagt 35,8 km², de bevolkingsdichtheid is 173,7 inwoners per km².
De onderstaande kaart toont de ligging van Beaupréau met de belangrijkste infrastructuur en aangrenzende gemeenten.

## Demografie
Onderstaande figuur toont het verloop van het inwonertal.

## Geboren
- Henry Cormeau (1866-1929), schrijver
- Franck Bouyer (1974), wielrenner
- Damien Gaudin (1986), wielrenner